# Бовтышка
Бо́втышка (укр. Бовтишка), Болтышка — село в Александровской поселковой общине Кропивницкого района Кировоградской области Украины. До 2020 года входило в Александровский район
Через село протекает речка Бовтыш.
В Болтышке жил и умер герой Отечественной войны, генерал от кавалерии Николай Николаевич Раевский, бывал русский поэт Александр Сергеевич Пушкин.

## История
В 1790-х годах богатое село, входящее вотчинное имение Раевских (вместе с Ивангородом, Еразмовкой и хуторами Нерубаем, Лесогорским, Антоновым и с 11 629 десятинами земли), принадлежало Екатерине Николаевне (вдова Николая Семёновича Раевского, офицера лейб-гвардии Измайловского полка, был смертельно ранен при взятии Журжи и умер в Яссах на 30-м году жизни), урождённой Самойловой, племянница светлейшего князя Г. А. Потёмкина, состоявшей во втором браке с генералом Львом Давыдовым, проживало более двух тысяч душ.
В 1808 году в селе было 1444 жителей обоего полу, при 100 дворах.
На 1863 год помещичье село (поместье) Болтышка, при пруду, входило в Чигиринский уезд Киевской губернии, в 48 верстах к юго-западу от города Чигирин.
В помещичьим селе проживало 2 193 жителя обоего полу. Было 438 дворов, православная церковь и винокуренный завод. Через село протекает левый приток Тясьмина речка Болтышка, от неё село и получило название, как и кратер.

## Герб
Герб знаменитого села Болтышка был разработан Василием Белошапкой и утверждён в 2002 году.
На щите в красном поле верхней и средней части щита серебряный взлетающий лебедь с золотым клювом и лапой, под ним серебряный волнообразный нитяной пояс (полоса). В нижней части в синем поле серебряная рыба. Изображение лебедя было применено в связи с тем что село являлось имением Раевских, и у них в гербе он присутствует, волнистый пояс (полоса) символизирует реку Болтишка, карп напоминает о выращивании в сельском пруду рыбы.

## Инфраструктура
В селе работают школа, фельдшерско-акушерский пункт, Дом культуры, почта. В Бовтышке есть памятник погибшим односельчанам в годы Великой Отечественной войны, памятный знак жертвам голода 1932—1933 годов, мемориальная доска на доме, где в январе — феврале 1944 года находился штаб 2-го Украинского фронта ВС Союза ССР под командованием И. С. Конева. Православная церковь существовала с незапамятных времен. В 1845 году деревянная Покровская церковь сгорела (время постройки не было известно), позже, в 1847 году, построена также деревянная Покровская.

## Перевод названия
Также часто встречается другое название села — Болтышка. В своих мемуарах, И. С. Конев называл село Болтушкой.

## Кратер
Село расположено на Болтышском кратере. Этот ударный кратер самый большой на Украине, шестой в Европе и входит в двадцатку крупнейших кратеров планеты. Его диаметр составляет около 25 километров, глубина — от 550 до 900 метров. Столкновение произошло около 88 миллионов лет назад.